# Rónald Gómez
Rónald Gómez Gómez (* 24. Januar 1975 in Puntarenas) ist ein ehemaliger costa-ricanischer Fußballspieler.

## Leben
Rónald Gómez gab sein Erstligadebüt in Costa Rica beim AD Carmelita. Seine Qualitäten als Stürmer kamen aber in der Saison 1995/96, als er den LD Alajuelense mit seinen 26 Toren zum Meistertitel schoss. Danach zog es den damals 21-Jährigen ins Ausland. Er ging nach Spanien, wo er zuerst für Sporting Gijón und dann für Hércules CF in Alicante spielte. Doch erst nach einem weiteren Jahr in Guatemala hatte er spielerisch seine höchste Leistungsfähigkeit erreicht. Es folgte seine erfolgreichste Zeit in Griechenland bei OFI Kreta, wo er es 2001 bis in den UEFA-Cup brachte.
Über kurze Zwischenspiele in Kuwait und Mexiko ging es 2004 zurück in die Heimat zum Spitzenclub Deportivo Saprissa. Dort konnte er gleich im ersten Jahr den CONCACAF Champions Cup gewinnen. 2006 holte er mit dem Verein zehn Jahre nach seinem ersten Titel die zweite Meisterschaft.
1993 gab Rónald Gómez auch sein Debüt in der Nationalmannschaft Costa Ricas. Im Laufe der Jahre wurde er zu einem wichtigen Spieler der Mannschaft und kommt bislang auf 78 Einsätze. Mit 23 Toren ist er der dritterfolgreichste Stürmer in der Geschichte der Nationalmannschaft. Schon bei der WM 2002 hielt er mit seinen Toren die Achtelfinalchance lange aufrecht und auch bei der Fußball-Weltmeisterschaft 2006 in Deutschland gehörte er fest zum Aufgebot Costa Ricas.

## Titel und Erfolge
- Sieger CONCACAF Champions League: 2005
- Costa-Ricanischer Meister (4): 1996, 2006, 2008, 2009
- Torschützenkönig: 1996 (26 Tore)